# Igarapava
Igarapava é um município brasileiro no interior do estado de São Paulo. Faz parte da Aglomeração Urbana de Franca, localizando-se a norte da capital do estado, distando desta cerca de 447 km. Localiza-se na fronteira com o Estado de Minas Gerais a uma latitude 20º02'18" sul e a uma longitude 47º44'49" oeste, estando a uma altitude de 576 metros. Sua população estimada em 2024 era de 28.241 habitantes. A cidade possui o título de "Município de Interesse Turístico". Em 28 de dezembro de 2024 inaugurou o Parque ecoturismo um marco importante para o turismo na cidade e região localizado nas margens do Rio grande na divisa com Minas gerais

## Topônimo
"Igarapava" (pronúncia em português:[iɡɐɾɐpˈavɐ]) é um termo de origem tupi que significa "Porto de canoas", através da junção dos termos ygara (canoa) e upaba (Porto). Numa tradução mais objetiva e a qual foi realmente chamada, Igarapava quer dizer: "Porto das Canoas". Famosa terra das canas .

## História

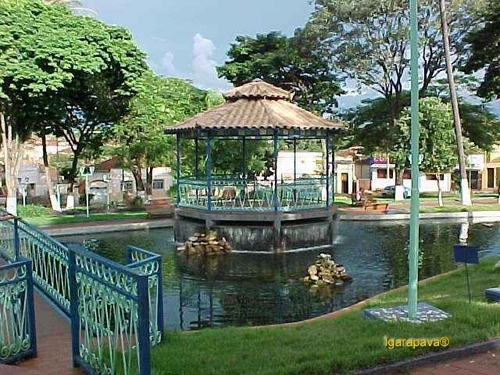
Praça Sinhá Junqueira

As terras onde hoje se localiza o município de Igarapava foram local de passagem e descanso dos bandeirantes paulistas rumo às minas dos índios goiases. Essas terras foram doadas pela Coroa Portuguesa, por volta de 1720, aos bandeirantes Bartolomeu Bueno da Silva (o Anhanguera) e João Leite da Silva Ortiz. Em 1842, o capitão Anselmo Ferreira de Barcelos, que nestas terras já residia na Fazenda Vargem Alegre (foragido que veio de Franca, onde era acusado de matar uma pessoa, e de atentar contra a vida do juiz de paz daquela localidade), juntamente com o padre Zeferino Baptista do Carmo, erigiram a Capela de Santa Rita do Paraíso. O citado capitão doou parte de suas terras ao patrimônio da santa.
Em 7 de fevereiro de 1851, a Lei Sete elevou o povoado à categoria de distrito. Em 25 de agosto de 1892, pela Lei Estadual Oitenta, foi criada a Comarca de Santa Rita do Paraíso. Em 19 de dezembro de 1906, Santa Rita do Paraíso foi elevada à categoria de município pela Lei Estadual 1 038. Em 4 de novembro de 1907, pela Lei Estadual 1 097, o município e comarca de Santa Rita do Paraíso teve seu nome mudado para Igarapava.
A escolha do nome Igarapava para substituir Santa Rita do Paraíso, era justificada pelo fato do Porto de Ponte Alta ser chamado Porto das Canoas onde várias canoas auxiliavam a barca na travessia do Rio Grande. Na língua dos nativos “igara” significa canoa pequena, feita de um único tronco, enquanto “pava” significa porto ou lugar onde se para.
Por isso a Lei nº 1097 de 4 de novembro de 1907 muda o nome do município e Comarca de Santa Rita do Paraíso, para Igarapava.
Durante sua trajetória até os dias atuais vários fatos históricos tiveram como cenário o município de Igarapava, sendo o mais importante, a Revolução de Trinta, onde a ponte de ferro construída em 1913, foi palco de grandes confrontos entre as Forças Legalista ( Paulistas ) e as Forças Rebeldes ( mineiros ) dos estados de Minas Gerais e São Paulo
Possui um dos solos mais férteis do mundo, solo de “terra roxa”, e relevo levemente ondulado, o que favoreceu o desenvolvimento da agroindústria com forte expressão na produção e exportação de açúcar, álcool, cereais e pecuária de leite, bem como a produção artesanal da pinga de engenho e fabricação caseira de doces e queijos.

## Demografia
Dados do Censo - 2010:
População total: 28.241
- Rural: 2 000
- Urbana: 26 241
- Homens: 14,362
- Mulheres: 13,850

Densidade demográfica (hab./km²): 60,70
Mortalidade infantil até 1 ano (por mil): 6,27
Expectativa de vida (anos): 70,89
Taxa de fecundidade (filhos por mulher): 2,07
Taxa de alfabetização: 97,8%
Índice de Desenvolvimento Humano (IDHM): 0,768
- IDH-M Renda: 0,809
- IDH-M Longevidade: 0,835
- IDH-M Educação: 0,671

Curiosamente, a população do município vem decrescendo ano após ano, fruto do êxodo da população em busca de melhores oportunidades de estudo e carreira

## Geografia

### Hidrografia
Igarapava situa-se à margem esquerda do Rio Grande, que faz a divisa entre os estados de Minas Gerais e São Paulo.

### Usina Hidrelétrica de Igarapava

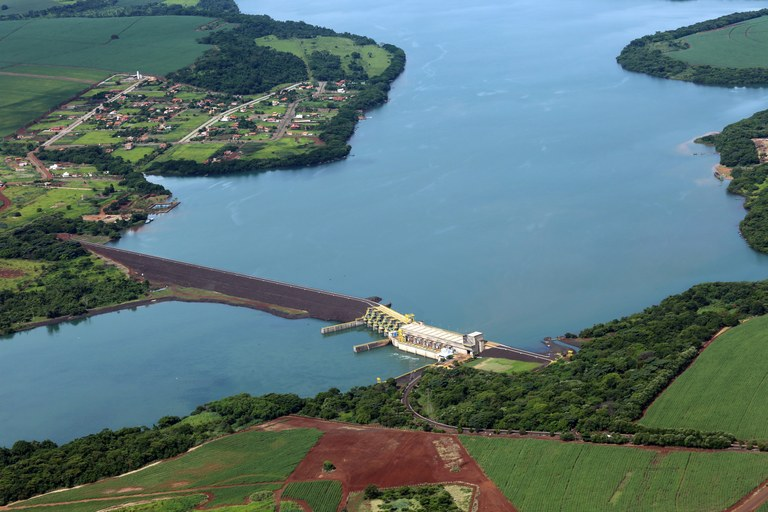
Usina Hidrelétrica de Igarapava

Localizada no Rio Grande, a 575 km de Belo Horizonte e 450 km de São Paulo, está a Usina Hidrelétrica de Igarapava, com capacidade instalada de 210 megawatts, formada por cinco unidades geradoras tipo bulbo, é considerado um grande marco para a geração de energia no Brasil, devido ao seu pioneirismo. Este modelo tipo bulbo demanda menor represamento d'água e menor queda d'água (desnível), causando menor impacto ambiental, com maior viabilidade técnica e econômica.

### Rodovias
Igarapava é servida por uma boa malha rodoviária, dentre as quais destaca-se a Rodovia Anhanguera, uma das melhores rodovias do Brasil.

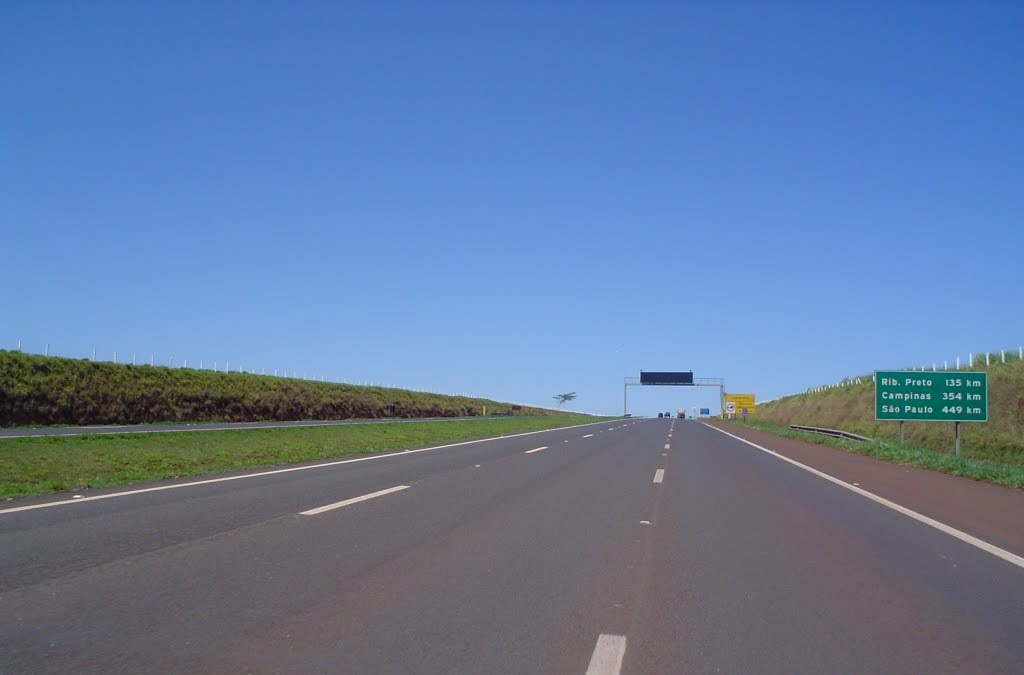
SP-330- Rodovia Anhanguera, administrada no trecho de Igarapava pela concessionária Entrevias, possibilita acesso rápido e seguro à região de Ribeirão Preto, Campinas e à capital do estado. O término da rodovia se dá na divisa com o estado de Minas Gerais, cuja ligação é feita através de uma moderna ponte com pista dupla, inaugurada em maio de 2001, e que leva o nome do ex-governador do estado de São Paulo, André Franco Montoro. Esta nova ponte veio substituir a ponte antiga, toda construída em ferro, em 1913, que servia para a Rodovia Anhanguera e para a estrada de ferro Mogiana até 1971, depois Ferrovia Paulista S/A, em seguida Rede Ferroviária Federal. A ponte antiga foi palco de grandes confrontos entre forças legalistas e forças rebeldes durante a revolução constitucionalista de 1932. Até hoje pode-se ver as marcas de bala nas vigas de ferro da velha ponte[9][10].
- BR-050- Rodovia Chico Xavier, que faz a ligação de Igarapava com a região do Triângulo Mineiro e cidades vizinhas no estado de Minas Gerais, como Delta e Uberaba, além de fazer a ligação do município com o estado de Goiás e Brasília no Distrito Federal. Atualmente é administrada pela concessionária EcoRodovias.
- IGP-020- Rodovia Cheda Bichuette, estrada vicinal que faz a ligação entre Igarapava e o município de Buritizal.
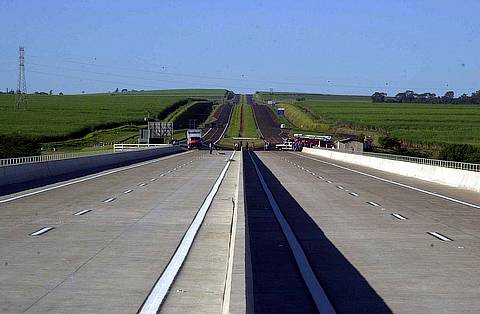
IGP-012- Rodovia vicinal que faz a ligação entre Igarapava e o município de Rifaina, com acesso à Rodovia Cândido Portinari (SP-334), através da qual tem-se acesso aos municípios de Cristais Paulista, Franca e Batatais.  - Rodovia Anhanguera na região de Igarapava
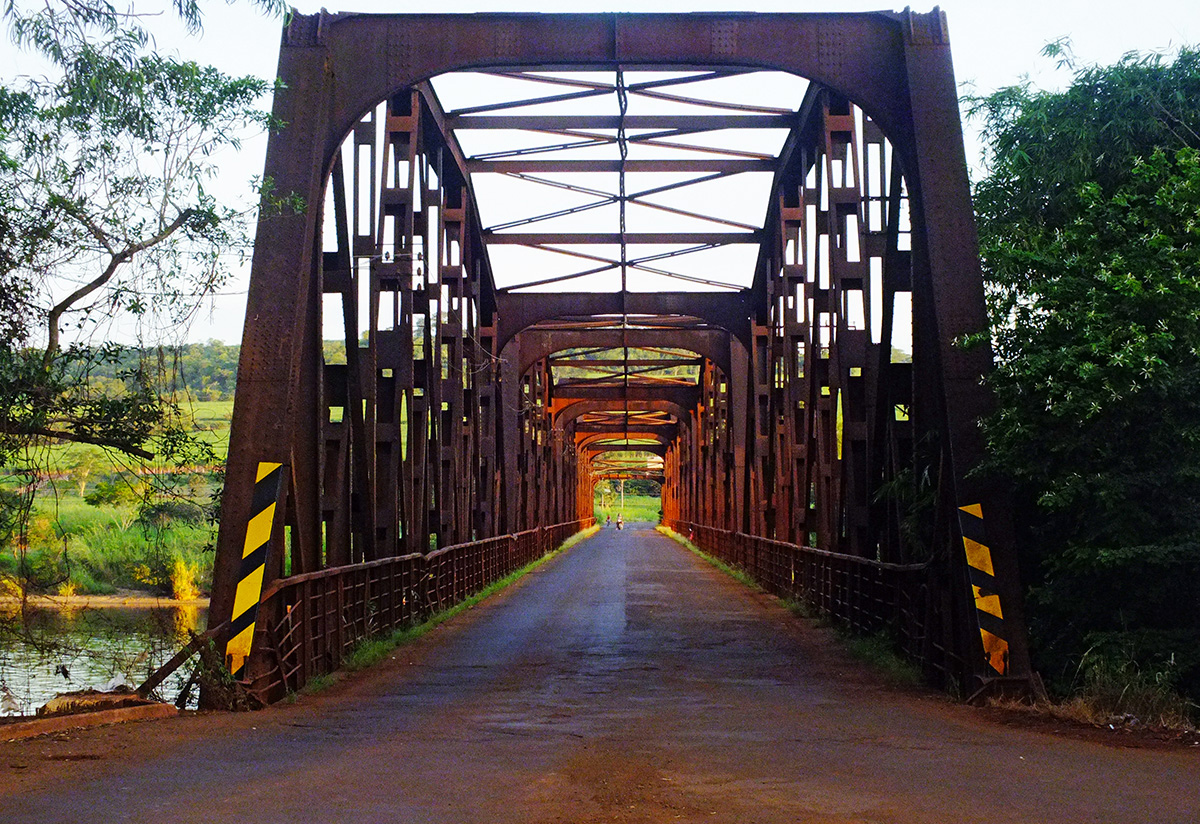
Antiga ponte na divisa de São Paulo com Minas Gerais
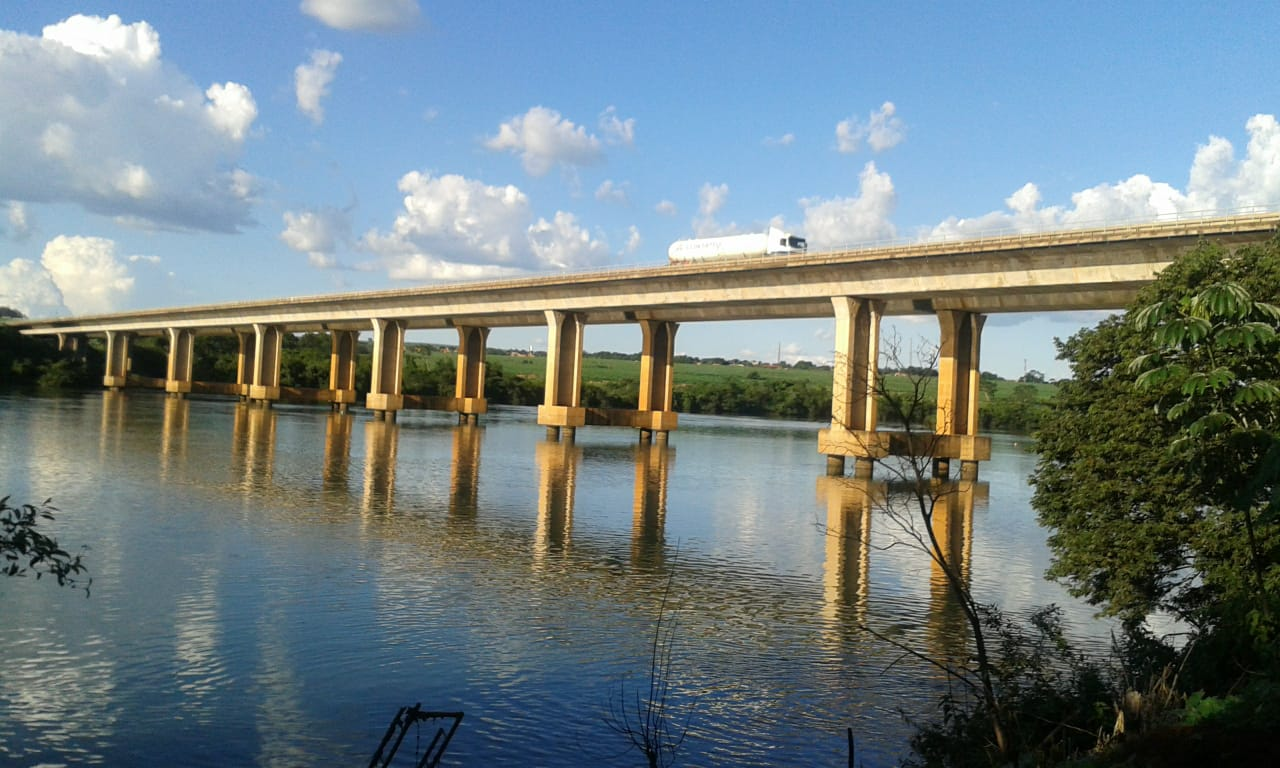
Ponte Governador André Franco Montoro - Rodovia Anhanguera - Igarapava-SP
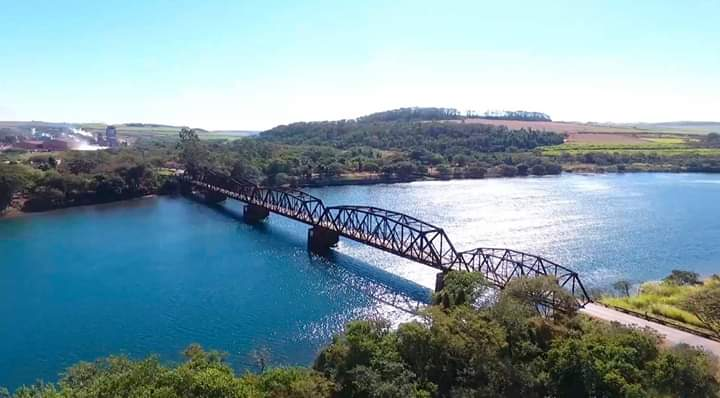
Antiga ponte - Vista Áerea
  - Fim da Rodovia Anhanguera na divisa de São Paulo com Minas Gerais em Igarapava
  - Antiga ponte na divisa de São Paulo com Minas Gerais
  - Ponte Governador André Franco Montoro - Rodovia Anhanguera - Igarapava-SP
  - Antiga ponte - Vista Áerea

### Clima
Segundo dados do Centro Integrado de Informações Agrometeorológicas (CIIAGRO/SP), desde fevereiro de 2014 a menor temperatura registrada em Igarapava foi de 1,8 °C em 7 de julho de 2019 e a maior alcançou 43,1 °C em 8 de outubro de 2020. O maior acumulado de chuva em 24 horas atingiu 168,7 mm em 8 de abril de 2009.
| Dados climatológicos para Igarapava                                                                                   | Dados climatológicos para Igarapava | Dados climatológicos para Igarapava | Dados climatológicos para Igarapava | Dados climatológicos para Igarapava | Dados climatológicos para Igarapava | Dados climatológicos para Igarapava | Dados climatológicos para Igarapava | Dados climatológicos para Igarapava | Dados climatológicos para Igarapava | Dados climatológicos para Igarapava | Dados climatológicos para Igarapava | Dados climatológicos para Igarapava | Dados climatológicos para Igarapava |
| Mês | Jan                                 | Fev                                 | Mar                                 | Abr                                 | Mai                                 | Jun                                 | Jul                                 | Ago                                 | Set                                 | Out                                 | Nov                                 | Dez                                 | Ano                                 |
| --- | ----------------------------------- | ----------------------------------- | ----------------------------------- | ----------------------------------- | ----------------------------------- | ----------------------------------- | ----------------------------------- | ----------------------------------- | ----------------------------------- | ----------------------------------- | ----------------------------------- | ----------------------------------- | ----------------------------------- |
| Temperatura máxima recorde (°C)                                                                                       | 38,9                                | 38,8                                | 37,6                                | 36,9                                | 35,3                                | 34,5                                | 34,8                                | 37,3                                | 41,6                                | 43,1                                | 39,7                                | 38                                  | 43,1                                |
| Temperatura mínima recorde (°C)                                                                                       | 17,1                                | 16,6                                | 15                                  | 11,1                                | 6                                   | 5,6                                 | 1,8                                 | 5,4                                 | 9                                   | 11,6                                | 11,9                                | 16                                  | 1,8                                 |
| Fonte: CIIAGRO/SP – Centro Integrado de Informações Agrometeorológicas (recordes de temperatura: 01/02/2014-presente) |                                     |                                     |                                     |                                     |                                     |                                     |                                     |                                     |                                     |                                     |                                     |                                     |                                     |

## Infraestrutura

### Comunicações
O sistema de telefones automáticos foi inaugurado na cidade em 1979 pela Telecomunicações de São Paulo (TELESP), que também implantou o sistema de discagem direta à distância (DDD) em 1980 com o código de área (016), para padronização com o sistema telefônico das regiões de Ribeirão Preto e Franca.
Atualmente a cidade é servida por uma infraestrutura de Internet banda larga através de fibra óptica e rádio.

### Educação

#### Ensino Médio
O município sedia a ETEC - "Antônio Junqueira da Veiga", onde são oferecidos diversos cursos técnicos integrados ao ensino médio.

#### Ensino Fundamental
O município conta com diversas instituições municipais e estaduais de ensino fundamental, além de colégios particulares.

## Administração
- Prefeito: Dr.José  Humberto Partido (Repúblicanos)(2025-2028)

vice, Plininho (UNIÃO),

## Economia
O Produto Interno Bruto (PIB) de Igarapava era de 1.329.145,58 (em mil reais) e o PIB per capita de 45.782,68 (em reais), em 2025, segundo dados da Fundação SEADE. Na composição da participação no total do Valor Adicionado do município, os Serviços tinham 79,77%, a Indústria 15,13%, e a Agropecuária 5,11%.

## Turismo
Festa da Cana: O município faz aniversário no dia 22 de maio. Nessa data, é realizada a tradicional Festa da Cana (tem esse nome, pois a economia do município é baseada no setor sucroalcooleiro, estando a cidade cercada por canaviais).
Usina Junqueira: A colônia, hoje intitulada de Usina Junqueira, foi construída na década de 1940 por Francisco Maximiano Junqueira, o Coronel Quito Junqueira, para abrigar os trabalhadores de sua propriedade sucroalcooleira. Após sua morte, a vila passou a ser administrada por uma fundação que leva o nome da mulher do coronel, Theolina Zemilla de Andrade Junqueira, a Sinhá Junqueira. Atualmente, a vila pertencente ao município mantém as características e arquitetura da época e também possuí um museu sobre a história da vila e da Fundação. Visitas: Museu, Maria Fumaça, praça Quito Junqueira, Igreja, usina administrada pela Raízen, e Fundação Sinhá Junqueira.
Rio Grande: A cidade recebe diversos turistas nos finais de semana. O Rio Grande é a grande atração, e a pesca e os esportes náuticos estão entre os preferidos, inclusive centenas de pessoas utilizam as margens do rio como praia, a fim de desfrutar das belezas da natureza da região.
Novas atrações: Em fevereiro de 2019 Igarapava foi formalmente reconhecida pelo governo do Estado de São Paulo como "Município de Interesse Turístico (MIT)", sendo que graças a esta iniciativa, a prefeitura dará início à construção do "Parque Ecoturístico Porto das Canoas", bem como a "Praia da Revolução de 1932", atrações que irão explorar ainda mais o potencial turístico da região, incentivando novos investimentos por parte da iniciativa privada. Parque Ecoturismo porto das canoas
Em 28 de Dezembro de 2024 foi inaugurado o Parque ecoturismo porto das canoas,nas margens do Rio grande, um lugar incrível em meio a natureza

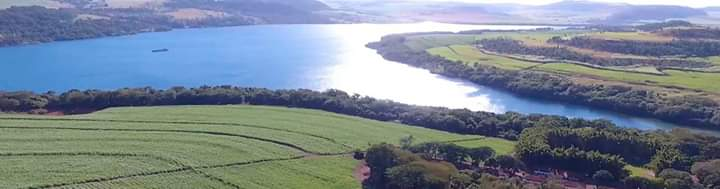
Rio Grande em Igarapava-SP

## Igarapavenses ilustres
- Jair Rodrigues
- Odete de Barros Mott
- Waldomiro Bariani Ortêncio
- Pena Branca
- Bruno e Gaspar
- Newton Bernardes
- José Lambert Filho

## Religião
O Cristianismo se faz presente na cidade da seguinte forma:

### Igreja Católica
- A igreja faz parte da Diocese de Franca.[15]

### Igrejas Evangélicas
Entre as igrejas protestantes históricas, pentecostais e neopentecostais, encontram-se na cidade:
- Assembleia de Deus Ministério do Belém.[18][19]
- Congregação Cristã no Brasil.[20]